# 匈牙利足球總會
匈牙利足球總會（匈牙利語：Magyar Labdarúgó Szövetség，簡稱MLSZ）是匈牙利的足球主管團體，總部設於布达佩斯，負責組織匈牙利各級別足球聯賽（最高級別是匈牙利足球甲级联赛）、匈牙利盃、匈牙利超級盃及匈牙利國家足球隊。

## 外部連結
- Official website （页面存档备份，存于）
- Hungary （页面存档备份，存于） at FIFA site
- Hungary （页面存档备份，存于） at UEFA site